# 中世纪前期

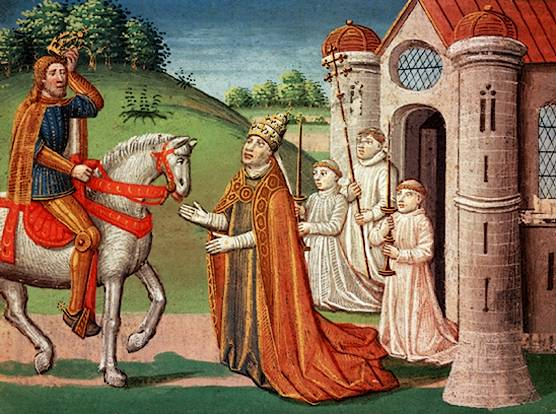
查理曼和教宗哈德良一世

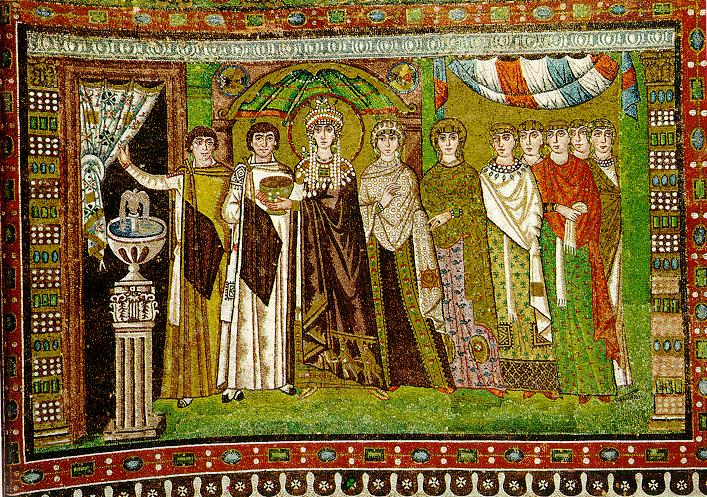
查士丁尼一世的妻子狄奥多拉皇后和她的侍从，6世纪的马赛克画作，位于拉文纳的圣维塔雷教堂

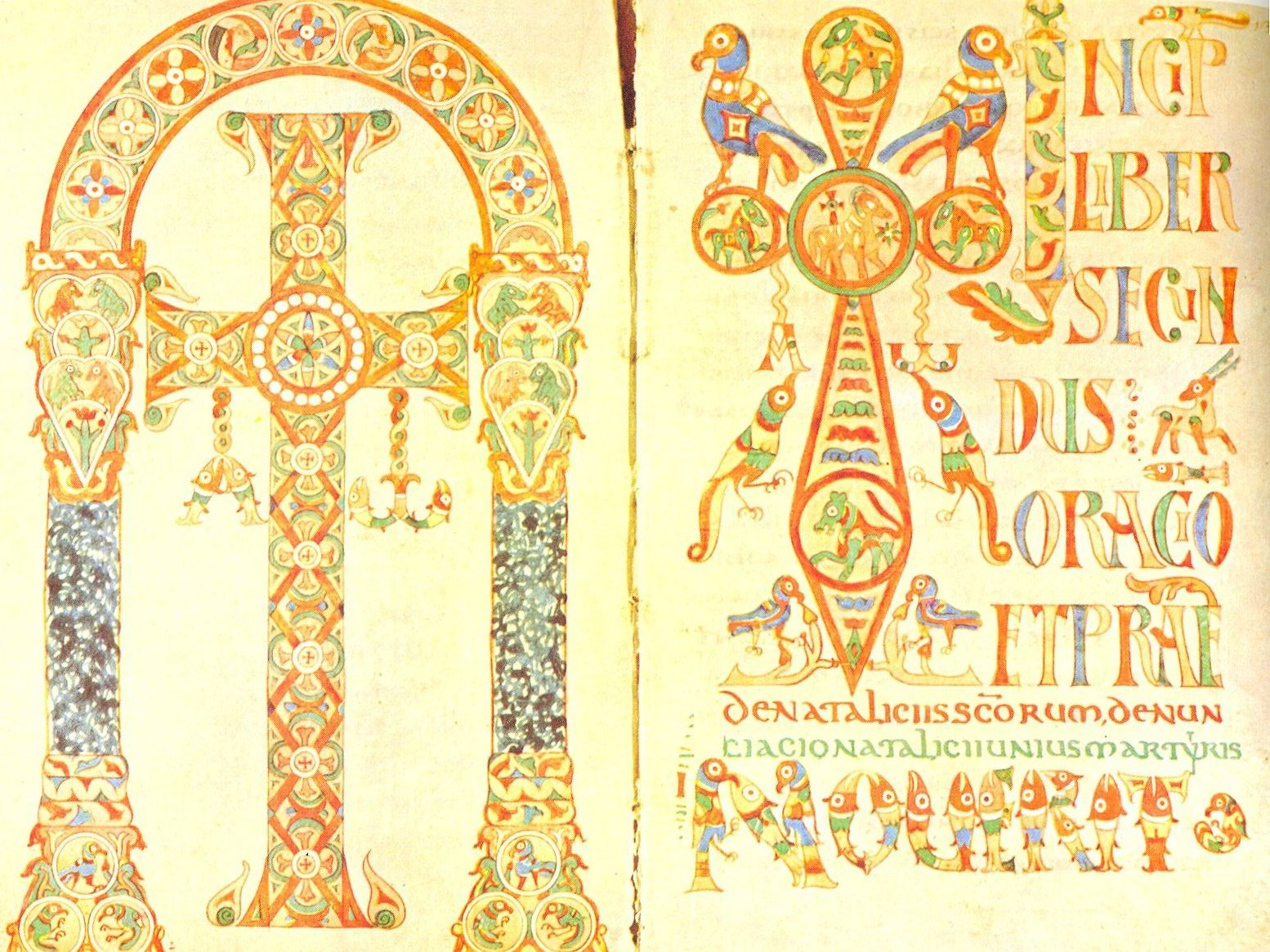
《加利斯的祷告》手稿引言（8世纪），藏于梵蒂冈图书馆

中世纪前期（又称中世纪早期、中古早期）是在欧洲历史上，自西罗马帝国灭亡後，从500年到1000年間大约5個世纪的一個時期，前承後古典時代、後接中世纪中期。在這段時期内，从羅馬帝國後期開始的衰落趨势，在整个歐洲范围内一直持续：人口（尤其是城市人口）减少、贸易萎缩、蛮族遷徙规模扩大，當年羅馬统治过的遼阔大地，最终分成了三种后续文明：西歐文明、拜占庭文明和伊斯兰文明。在西欧历史上，中世纪前期被称为「黑暗时代」，突显了当时社会动荡、传世文学文化作品甚少的特点。然而，东罗马帝国，或称拜占庭帝国，却得以存留下来，尽管以前罗马帝国的大片领土，于公元7世纪时为伊斯兰哈里发所征服。
到了中世纪前期的后段，这些衰落的趋势才得以逆转。800年时，查理大帝获得了皇帝的称号，罗马皇帝似乎后继有人。他统治下的法蘭克王国卡洛林王朝，对此后欧洲的社会结构和历史都造成了巨大的影响。欧洲开始普及封建农耕制度，在此基础上进行了三圃制、重型耕犁等革新。欧洲大部分地区野蛮人迁移的情况都稳定了下来，但还是受到北欧维京人扩张的影响。

## 民族大迁徙与西罗马帝国的崩溃（372年到476年）

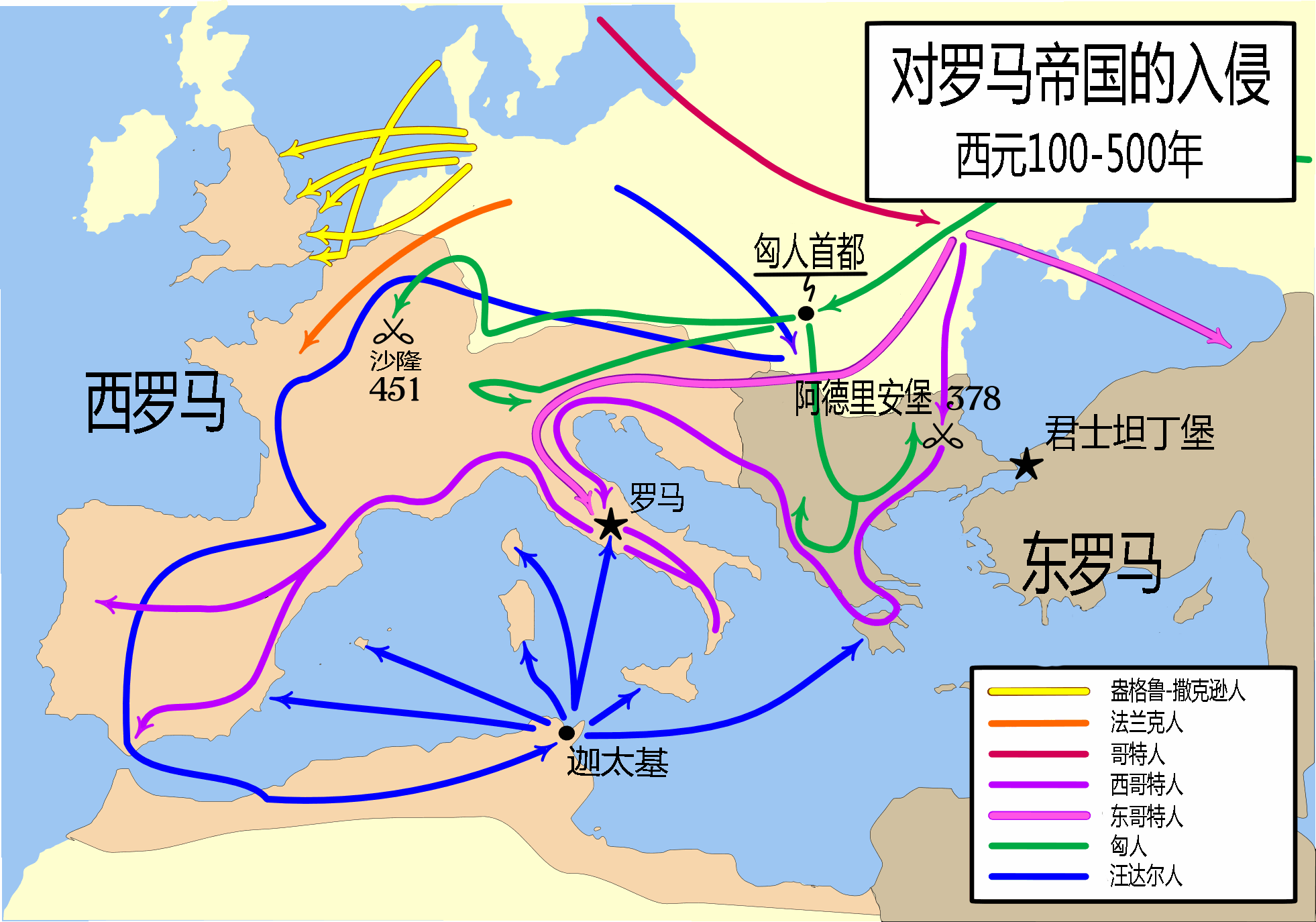
由匈人西征引起的日耳曼民族大迁徙，罗马城于410年和455年分别被西哥特人和汪达尔人占领

鼎盛时期的罗马帝国，是人类历史上最庞大的国家之一。他的版图不仅囊括了整个地中海盆地，而且还包括了今天的法国、英格兰的一部分地区。在这片广袤的土地上，靠军队的强大、城市的合理管理和地方上层人士的忠诚，罗马帝国的统治非常稳固。
从2世纪开始，古罗马文明开始衰落，城市、人口和海上贸易等各项社会经济指标下降。在地中海发现的3世纪沉船只有1世纪的40%。据估计，公元150年至400年间罗马帝国的人口从6500万下降到5000万，超过20个百分点。有人认为这与因全球气温下降而引起的民族大迁徙有关（约300年－700年）
早在3世纪，日耳曼人从斯堪的纳维亚半岛南部迁到黑海沿岸地区，并组成一些联盟对抗当地的萨尔马提亚人。在罗马尼亚和黑海以北，日耳曼人的一支——哥特人至少建立了两个王国。372年－375年，两个哥特人王国的历史被终结：来自中亚的匈人部落联盟建立了一个由操突厥语系的贵族统治的庞大的草原帝国，他们还掌握了马背上使用反曲弓的射击技术。西哥特部落为寻求庇护，请求进入罗马帝国境内定居（376年），并得到了准许。然而，他们通过收买多瑙河的边境卫兵，被允许携带武器入境。

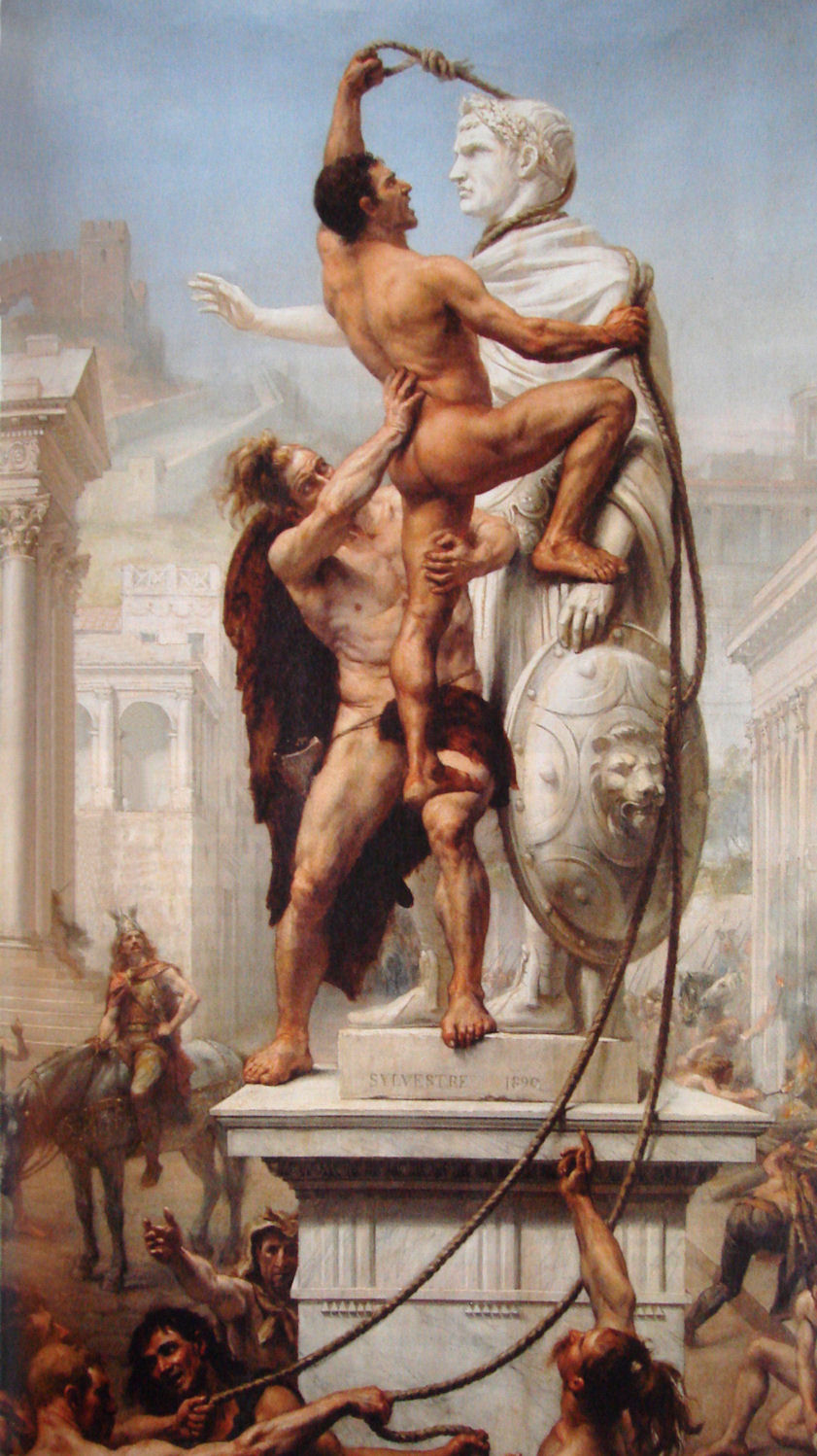
410年罗马的陷落（约瑟夫·西尔韦斯特画作，1890年）

纪律严明、富有组织是罗马军团成为一支善战的军事单位的重要条件。罗马军队更倾向于训练步兵而不是骑兵，因为步兵能保持战斗队形，而骑兵遇到抵抗时容易被冲散。为维持靠劫掠成性的野蛮人组成的军队和鼓舞士气，中央政府提供了大量的训练、装备、军饷和食物。在经济不景气的状况下，帝国财政越发紧张，维持专业的军队愈加困难。
腐败的帝国官员欺诈、欺压西哥特人，於是西哥特人開始愤然暴乱。公元378年，罗马军队与西哥特人展开了阿德里安堡战役。用以镇压西哥特人的罗马士兵有许多是从蛮族人或临时招募的士兵，战斗力差、训练时间短，多使用小盾牌和轻武器。为了独享战果，东罗马皇帝瓦伦斯下令对弗里蒂根领导的哥特军队发动进攻，而没有等待前来增援的西罗马皇帝格拉提安的军队。尽管罗马士兵浴血奋战，还是被哥特的骑兵重创，只有三分之一的罗马士兵设法逃脱。根据罗马史学家阿米阿努斯·馬爾切利努斯的描述，这是自坎尼会战以来，罗马军队的最大的败绩。东部帝国的主力部队被粉碎，瓦伦斯阵亡，西哥特人得以“解放”出来蹂躏包括多瑙河沿岸兵工厂的巴尔干半岛。爱德华·吉本评论说，「罗马人冷静地面对审判，任由蛮族人撕裂自己的行省和践踏自己的土地，也不多做抵抗。」
罗马帝国再也无法保障其边境的安全。406年，苏维汇人和汪达尔人越过冰冻的莱茵河侵入高卢，引起了大规模的动荡。法兰克人、勃艮第人和阿拉曼人在莱茵河左岸定居下来。不列颠的罗马军团越过英吉利海峡，不列颠岛就此永久的脱离了罗马帝国。苏维汇人和汪达尔人向西班牙挺进，将那里割据为几个王国。西哥特人后来被东罗马人从巴尔干半岛驱逐出来。410年，西哥特人在首领阿拉里克的率领下占领了罗马城，纵火、屠城三日，尸体充斥着街道。罗马城的陷落对帝国的士气和民心是巨大的打击。圣哲罗姆写到，「我的舌头抵住上颚，动弹不得。抽泣哽住了我的语言」。西罗马的政治中心从罗马迁到拉维纳。不久，阿拉里克去世，西哥特人向北进入高卢和伊比利亚，屠杀了部分汪达尔人，还把苏维汇人赶到了半岛西部，在那里建立了西哥特王国。后来形势稍稍稳定。罗马帝国内部定居着一些实际上独立的“同盟者”（以军役换取土地的蛮族人）：法兰克人（在比利时）、勃艮第人（在日内瓦湖地区）、西哥特人和苏维汇人，“同盟者”们靠蚕食帝国的领土扩大自己的版图。428年，汪达尔人在西哥特的压力下迁走，占领了罗马的非洲行省。在阿提拉的领导下，极具威胁性的匈人于451年进入高卢，但被罗马人和日耳曼人组成的联军击退。460年－470年，西哥特人征服了西班牙内除苏维汇和巴斯克地区以外的地区，汪达尔人攫取了撒丁岛、科西嘉岛和巴利阿里群岛。
476年，日耳曼人奥多亚塞（罗马将军）在拉维纳废黜了最后一个西罗马皇帝，自行统治意大利地区，标志着西罗马帝国正式灭亡。

## 蛮族诸王国（400年到700年）

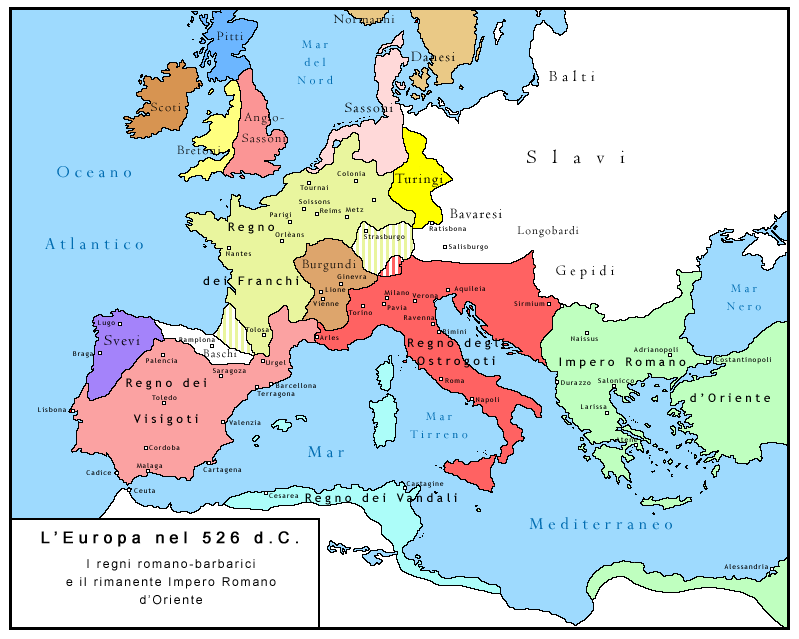
东罗马和欧洲蛮族国家（526年）

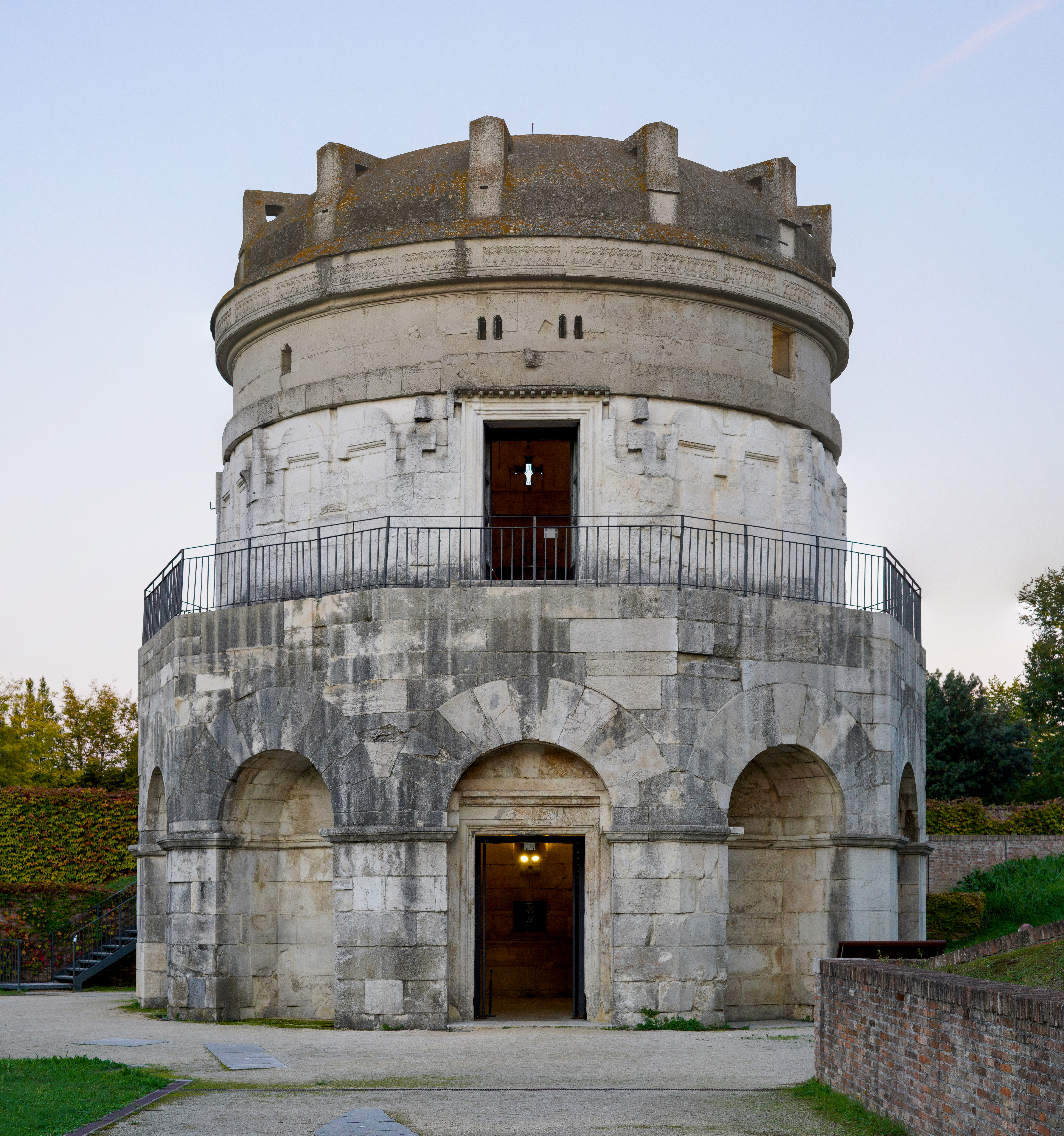
狄奥多里克陵墓是目前发现仅存的东哥特建筑

蛮族入侵者以战斗、掠夺和蔑视罗马人为乐，有的则倾慕罗马并希望成为她的继承者。东哥特国王狄奧多里克说：「窘困的罗马扮演了曾经的哥特，而哥特人终于做了回罗马人。」
哥特人、苏维汇人和汪达尔人只是蛮族入侵浪潮的第一波。486年，法兰克人在克洛维的率领下在苏瓦松打败了控制着巴黎盆地的高卢-罗马将军塞阿格里厄斯后，征服了阿拉曼人，并于507年打败西哥特人，迫使他们撤退到比利牛斯山的另一侧，而勃艮第人也于534年臣服于法兰克人的权威下。在东罗马帝国的促动下，489年－493年，狄奥多里克率领的东哥特人征服了奥多亚塞的意大利，建立东哥特王国。西哥特人攻占了苏维汇王国，并于616年驱逐了拜占庭势力控制了伊比利亚半岛绝大部地区。在不列颠，自4世纪起盎格鲁-撒克逊人涌入，对当地的凯尔特民族展开了长期的征服活动。
罗马的行政系统在西方的部分地区得以苟延残喘，特别是在意大利和伊比利亚。法兰克人保留得少些，在不列颠则完全消失。早在罗马帝国晚期，政府和经济生活地方化了，有势力的地主们为抵抗加剧的税收纷纷组建自己的军队。蛮族国王们在西罗马的土地上建立王国的时候，他们继承下来的行政系统已经残破不堪，和东罗马的贸易逆差十分严重，金币数量依然很少，暴力行为处处可见。
在从前的罗马地区，400年到600年间人口数量下降了20%，而自150年则减少了1/3。从极少数的沉船（充其量还不到1世纪的2%）发掘中，我们发现8世纪时，贸易额达到青铜时代以来的最低值。根据对树木年轮的观察，在500年代，伴随着一个快速寒冷期，森林滋生、农业荒废。而此前，罗马人已在农业上实践轮作，即在一块土地上耕种而另外一块土地上休耕。帝国社会公共机构崩溃后，业主难以阻止奴隶们的逃跑和维持种植业，系统化农业普遍消失，粮食产出下降到维持生存的水平。
在此前差不多一千年的时间里，罗马是欧洲的政治中心，最富庶且规模最大的城市。在100年左右，它拥有450000的人口。到早期中世纪，它的人口下降到20000，连绵不绝、交错穿插的密集城市住宅大为减少，匿迹于废墟和草木之中。
天花没有明显的流行于西欧的迹象，直到581年額我略主教的旅行团提供了关于描述天花疾病特征的目击记录；而一波一波的流行病带走了大量农村人口。大多疫情的细节已不可考，很大程度上因为幸存的文献奇缺。据估计，查士丁尼大瘟疫夺走了1亿人的生命。有历史学家如乔赛亚·C·拉塞尔认为欧洲700年的人口相对541年减少了50%到60%。750年后、14世纪黑死病爆发前，没有发生特别重大的疫情。
历史学家认为，西方的第6、7世纪是一个无所建树、沉闷黑暗的时代，是不断发展的历史进程中的一次缓慢的暂停。因此，正如某些批评家所言，这几个世纪在教学中有时候被描述为「一具即将被拉下舞台的尸体，以便下一幕好戏能赶快上演」。虽然如此，中世纪的前几个世纪确实是艰难的时代，但依然有社会、政治、宗教和思想等方面的重要发展。

## 拜占庭帝国

查士丁尼一世统治时期（527年－565年），拜占庭收复了昔日罗马帝国的意大利和北非大部分地区

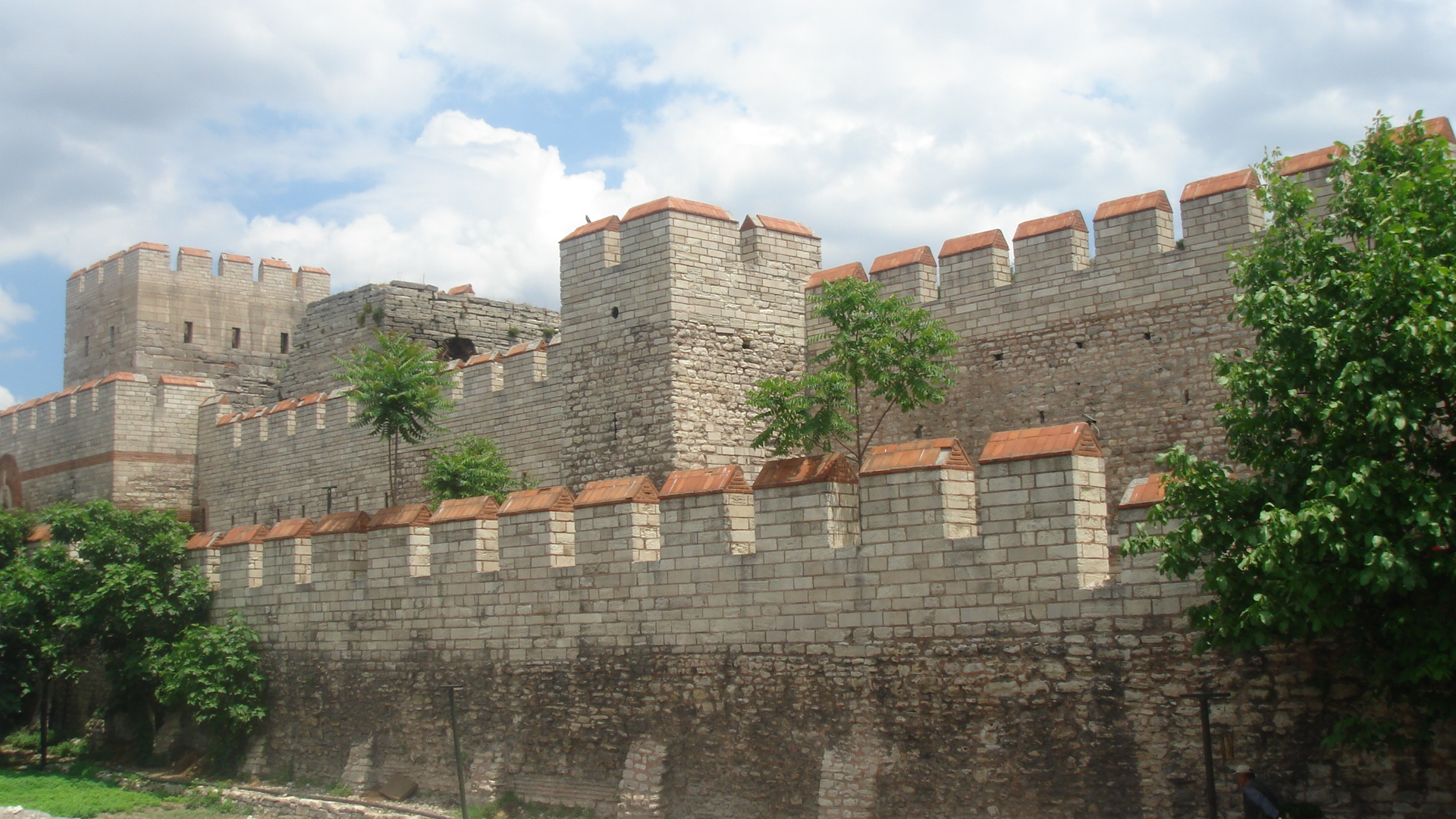
现存的一段君士坦丁堡城墙

395年狄奥多西一世死后，帝国由他的两个儿子分而治之。西罗马帝国在5世纪被一系列混战的日耳曼王国瓜分，使以君士坦丁堡为首都的东罗马帝国成为合法的古罗马继承者。希腊语取代拉丁语成为帝国官方语言后，历史学家又称东罗马为“拜占庭”；而西方人逐渐地称他为“希腊”而不是“罗马”。但是境内居民，习惯自称为Romaioi，即「罗马人」。
东罗马帝国致力于保持对欧洲和东方的贸易路线的控制，成为欧洲最富有的政治实体。帝国利用其老练的战略、战术和强势的外交手段，成功地抵御了迁徙蛮族的冲击。对西部领土的收复梦在查士丁尼一世时期（527年－565年）得到短暂的实践，并取得了伟大的胜利。查士丁尼一世不仅试图恢复罗马帝国的旧土，还主导编纂罗马法（查士丁尼法典在许多方面直到19世纪在欧洲仍然有效）、建造中世纪早期规模最大的建筑——圣索菲亚大教堂。然而，一场流行病——查士丁尼大瘟疫在帝国蔓延，重创了查士丁尼的统治，君士坦丁堡约有40%的人们被夺去生命，也是中世纪前期的欧洲人口下降原因之一。
查士丁尼的继承者——莫里斯和希拉克略不得不面对阿瓦尔人和斯拉夫部落的入侵。经斯拉夫人和阿瓦尔人蹂躏，巴尔干半岛的相当大部分成了无人区。626年，欧洲中世纪早期最大城市——君士坦丁堡，抵住了阿瓦尔人和波斯人的联合进攻。几十年后，希拉克略统治期间，拜占庭成功攻占萨珊王朝的首都并刺杀了他们的君王，夺取了对波斯圣战的胜利。然而，希拉克略所付出的努力付诸东流：叙利亚、巴勒斯坦、埃及和北部非洲这些地区宗教分裂和异端学说扩散（基督一性论和景教尤甚）的现状，使阿拉伯人乘机对这些地区进行征服和伊斯兰化。

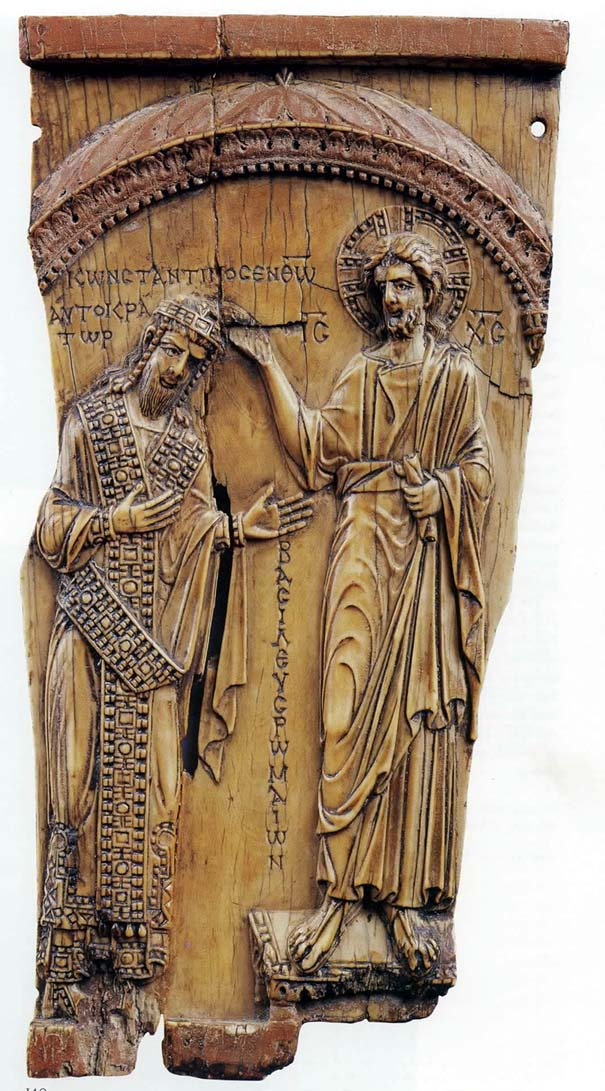
一块刻有基督为君士坦丁七世加冕的象牙板（作于945年）

尽管希拉克略的继任者努力将君士坦丁堡从阿拉伯人的两轮围攻中拯救出来（674年－677年和717年），8世纪和9世纪的帝国还是被一场声势浩大的、宫廷内部不同派系之间的斗争——圣像破坏运动搞得风雨飘摇。保加尔和斯拉夫部落乘机侵入伊利里亚、色雷斯，甚至深入希腊（他们叫摩里亚）。约680年，保加尔人和斯拉夫人联盟在翁古尔战役中取得对拜占庭的决定性胜利，驱进巴尔干山地南部，乘胜追击拜占庭军队，并迫使后者签订耻辱的和约、承认拜占庭边境外的保加利亚第一帝国存在的合法性。
为了应对新的边境军事威胁，一种新的管理体制诞生了。塞姆，从前的拜占庭军队单位名称，从此作为将军统辖的军事行政州的名称。七世纪中期拜占庭帝国希拉克略王朝开始实行的一项改革。当时帝国面临外敌入侵的威胁，为拯救帝国于危亡，帝国开始实行军区制改革，具体内容有：把北非、意大利实行的军区制移植到东方，设若干军区，以军区代替行省，军政合一，由主管军事的将军统治，实际是对全国实行军事管制；建立军屯制度，自由农民被编入军队，并分配以世袭份地，亦兵亦农，缴纳赋税，但不服劳役；对军队上层则进行土地分封，形成军事封建贵族，既作为帝国阶级支柱，又加强帝国军事力量。军区制改革大大加强了帝国的经济、军事力量，使帝国得以继续存在。
8世纪早期，尽管帝国领土范围收缩，但君士坦丁堡仍是全世界最大和最富庶的城市之一，只有中國的长安、萨珊王朝的泰西封和晚些时候阿拔斯王朝的巴格达可与比拟。在皇帝着手遏制人口增长的情况下，帝国首都人数在300000到400000之间波动。基督教世界的其他大城市为罗马（50000人）和塞萨洛尼基（30000人）。即使在西方社会普遍低迷的8世纪，拜占庭的农业法还是标志着罗马农业技术的复苏。2006年的大英百科全书提到，「拜占庭社会的生产基础比当代西欧更为雄厚：铁器工具在乡村随处可见，遍地的水车构成一道美丽的风景，现种的豆制品为人们提供了丰富的蛋白质。」
867年，马其顿王朝上台。在此期间，拜占庭的领土再次扩张，城市再次繁荣。马其顿王朝的皇帝们在一段时间内重新占领叙利亚地区，并在小亚细亚扩张了国土的东北边境。但从长期来看，他们最重要的军事成就是在巴尔干地区牢固地建立起对斯拉夫人和保加利亚人的统治，其中巴西尔二世（976年－1025年在位）年复一年地征战于巴尔干地区，在1014年彻底摧毁了一支保加利亚军队，一度消灭了所有与拜占庭帝国对抗的势力。然而，马其顿王朝复兴时期最伟大的成就，当属基督教广纳信徒一事。传教士们最终使巴尔干和东欧的许多地区都皈依东正教会，并因此纳入拜占庭的势力范围。这个过程具有重大的历史影响，一个明显的例子就是巴尔干半岛的部分地区和俄罗斯、乌克兰至今使用着圣西里尔发明的字母表——「西里尔字母表」。

## 东欧（600年到1000年）

### 基辅罗斯

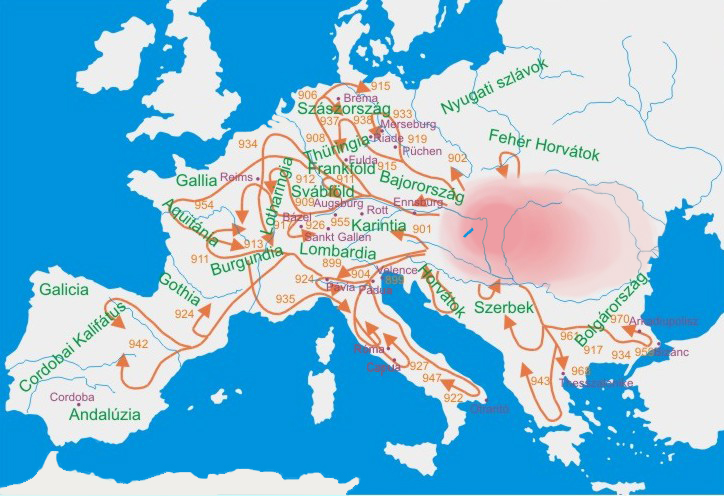
10世纪马扎儿人的入侵

在基辅罗斯崛起之前，欧洲东境的霸主是一个6世纪时从突厥独立出来的部落：可萨人。可萨国是一个多民族的国家，从通过其境内河流的欧亚贸易中得到商业利益。同时，可萨人还向阿兰人、马扎儿人、哥特人、克里木半岛上的希腊人和众多斯拉夫部落索取贡品。通过犹太商人，他们还与印度和西班牙有着贸易联系。当可萨人发现自身面临着阿拉伯人扩张的挑战时，便务实地与君士坦丁堡结成同盟。尽管与阿拉伯人初战失利，可萨人还是收复了杰尔宾特，并深入到了高加索伊比利亚、高加索阿尔巴尼亚和亚美尼亚地区。因此，在查理马特阻止阿拉伯人对西欧的入侵之前的几十年，可萨人就已有效地阻止了阿拉伯人对东欧的扩张。

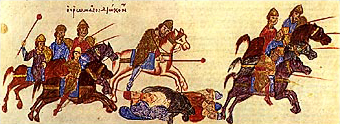
斯维亚托斯拉夫的亲兵被拜占庭军队追击

据《往年纪事》记载，9世纪中叶，东斯拉夫人各部落内部矛盾激化，内讧不已、社会混乱，于是留里克兄弟（诺曼人）应邀来到诺夫哥罗德，于862年做了罗斯国第一任王公，罗斯国建立。882年，留里克的儿子伊戈尔率军占领基辅，并迁都至此，从此开始了基辅罗斯的统治。907年，罗斯人水陆两军进攻君士坦丁堡。拜占庭战败求和，签订合约，向罗斯进贡，而罗斯人取得了免税贸易权。此后，基辅罗斯与拜占庭帝国时有冲突，各有胜负，但未能进攻君士坦丁堡。斯维亚托斯拉夫一世时期（962年－972年），罗斯人击败了可萨人和保加尔人这两个东欧最强大的势力，取得了北欧和拜占庭、亚洲贸易航线的控制权，一度成为东欧的霸主，然而其勢力很快就被「東羅馬」重挫，斯维亚托斯拉夫一世本人也陣亡於對東羅馬的戰爭中。
9世纪中期，部分罗斯人开始接受基督教。944年到君士坦丁堡签订条约的罗斯代表团成员中已有人成为基督徒。957年，基辅罗斯女大公奧爾加率亲兵来到君士坦丁堡，接受了基督教的洗礼。随着基督教的传入，10世纪时基辅罗斯的统一的字母系统诞生；11世纪出现了宗教宣传作品和政论作品，如《教规和神恩讲话》、《训子篇》等。

### 保加利亚帝国
681年保加尔人建立了一个强势的政权。直到1398年被土耳其人征服前，保加利亚国家作为一个欧洲大国，尤在东南欧地区发挥着重要作用。在718年的君士坦丁堡围城战中，保加尔人为击败阿拉伯人发挥了关键性作用，捷尔维尔可汗被誉为「欧洲的救世主」。保加尔人有效阻止了可萨人和佩切涅格人游牧部落的西侵，并于806年蹂躏了阿瓦尔人的土地。在西蒙一世时代（893年－927年），保加利亚第一帝国的版图达到最大，不但已对拜占庭的生存形成威胁，甚至一度稱帝並取代東羅馬成為東歐霸主，然而西蒙一世死後國勢日衰，最終被東羅馬巴西爾二世所滅。

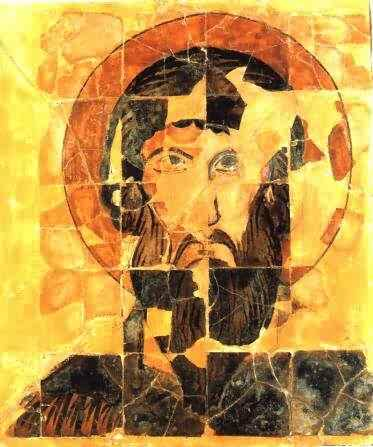
狄奥多若陶瓷像，约900年，被发掘于普利斯拉夫

当864年正教会正式获得承认后，保加利亚成为东欧斯拉夫世界的宗教和文化中心。885年，克莱门特奥赫里德造出了西里尔字母表。普利斯拉夫学派、奥赫里德学派和普利斯拉夫陶瓷学院的建立，带动了保加利亚文学、艺术和建筑业的繁荣。927年，保加利亚正教会成为第一个从普世牧首手中获得独立的欧洲国家教会。

## 伊斯兰的兴起（632年到750年）

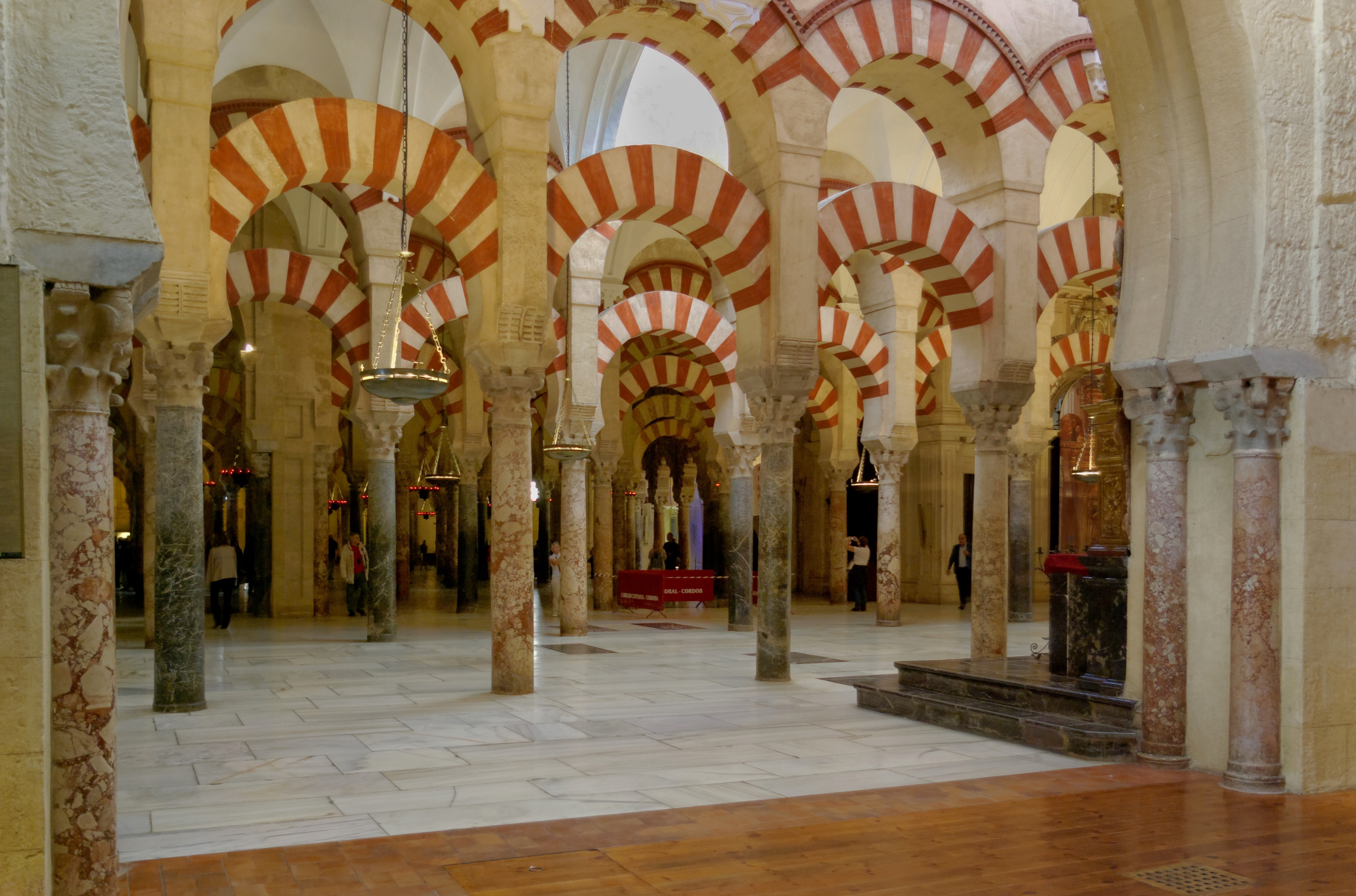
10世纪建造的科尔多瓦清真寺

从7世纪起，拜占庭和欧洲历史便受到伊斯兰教及其新兴国家的巨大影响。在四大哈里发之首的阿布·伯克尔时期，阿拉伯穆斯林首次侵入了罗马帝国曾统治的叙利亚和美索不达米亚。第二任哈里发欧麦尔·本·赫塔卜时期，穆斯林不仅占领了叙利亚和美索不达米亚，还征服了巴勒斯坦、埃及，以及安纳托利亚和北部非洲的部分地区。欧麦尔的继承者、倭马亚王朝的哈里发们继续这种扩张势头，占领了北部非洲的地中海沿岸地区和西哥特王国大部分。在此后的几个世纪，穆斯林军队继续蚕食欧洲土地，占领了包括塞浦路斯、马耳他、克里特岛、西西里岛和意大利南部等地区。
711年，在塔里克·伊本·齐亚德的率领下，摩尔人（以柏柏尔人为主，混杂了一些阿拉伯人）入侵基督教的西哥特王国，穆斯林对伊比利亚半岛的征服行动由此开始。他们于4月30日在直布罗陀登陆，一路北上。第二年，这些部队归由穆萨斌指挥。经过八年的战斗，伊比利亚半岛大部被穆斯林占领，除了西北部的小块区域（阿斯图里亚斯）和巴斯克人的主要聚居区——比利牛斯山区。被征服的大块领土，阿拉伯人称安达卢斯，成为倭马亚王朝时期阿拉伯帝国扩张的一部分。
718年，君士坦丁堡围困战挫败了倭马亚王朝，使其名声有所下降。穆斯林在伊比利亚取得压倒性胜利后，扩张的触角越过了半岛东北方的比利牛斯山，但在732年的图尔战役中被查理·马特统帅的法兰克人击败。750年，倭马亚王朝被阿拔斯王朝推翻，大多倭马亚势力遭到清算。侥幸脱身的倭马亚王朝王子阿卜杜-拉赫曼，逃到西班牙建立了后倭马亚王朝（756年）。查理·马特的儿子丕平和孙子查理曼，在比利牛斯山南侧、即今天的加泰罗尼亚建立了边区，并控制了赫罗纳（785年）和巴塞罗那（801年）。929年，西班牙的后倭马亚君主，正式自封为哈里发。

## 西欧的复苏（700年到850年）

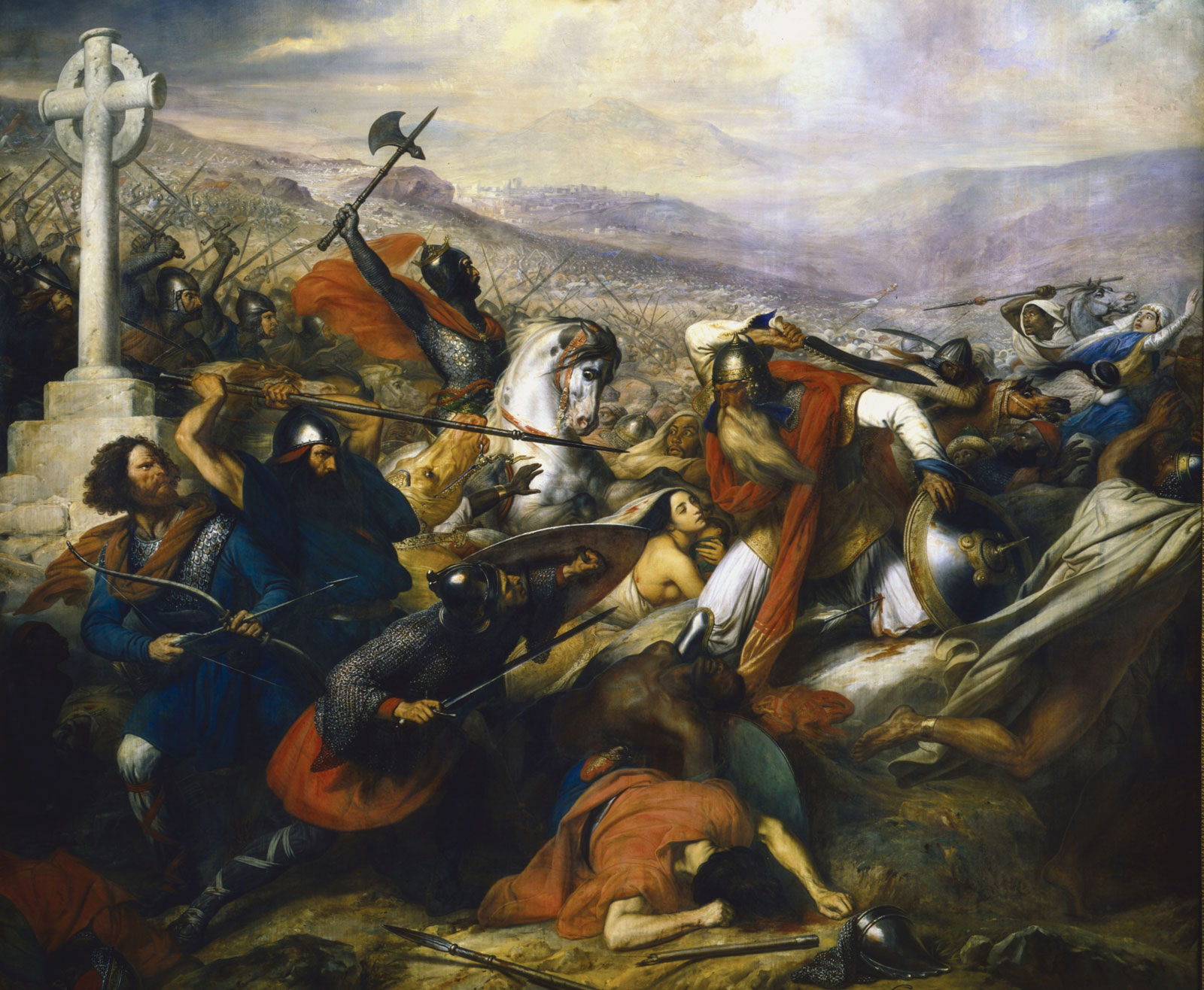
图尔战役

从大约700年前后开始，至少持续了1100年的农业进步浪潮掀起，西欧的状况开始改观。对地中海底的石灰石研究表明，太阳辐射在600年至900年间显著上升。公元717年君士坦丁堡保卫战和732年普瓦提埃战役是欧洲在战场上复苏的第一信号。
从5世纪到8世纪，蛮族王国的贵族们在葡萄牙、西班牙、意大利、高卢和西日耳曼地区建立了政治和社会基础，并逐渐开发这些前朝帝国的土地。这些日耳曼人的信仰或被转化（如克洛维的法兰克以及勃艮第、西哥特）、或被东罗马征服（如汪达尔人和东哥特人）而皈依基督教。随着基督教传教士在600年前后的到来，盎格鲁撒克逊人也开始从异教转变，不同于法国的是，英格兰存在着北方凯尔特式基督教和南方的罗马天主教，直到在664年后，罗马天主教才居于主导地位。基督教仍然是西欧的通行宗教。
这些新的征服者的战队忠诚精神，与古典遗迹和基督教的影响相互作用，产生了一种立足于封建义务的新的社会模式。罗马人建立在奴隶制度之上的的集中管理体制基本上消失了。

### 意大利

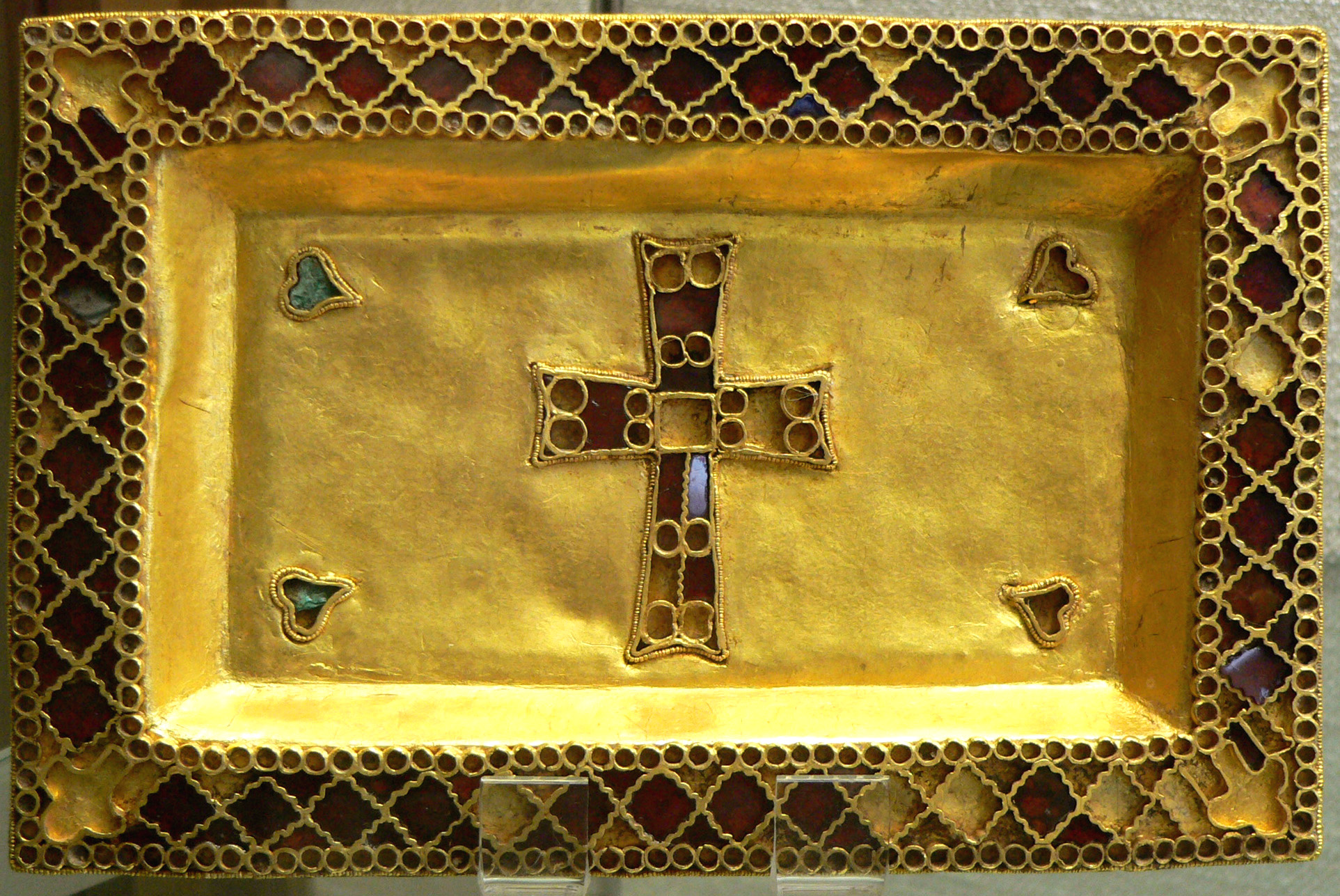
古尔东宝藏

公元568年，伦巴底人在阿尔博因的率领下进入意大利，并开创了一个以帕维亚为中心的伦巴底王国。在此后两百多年里，伦巴底人逐渐征服拜占庭在意大利的领地。伦巴底人的社会较早期的日耳曼蛮族落后。伦巴底的第一个成文法——《洛塔列法典》，是在643年根据口头法用粗糙的拉丁文编纂的。百年之后，在利乌特普兰的长期统治（717年－744年）下，伦巴底王国政局稳定。此时颁布了一个新的法典，试与旧法典相比较，我们发现伦巴底的文化有了显著的提高。伦巴底人与法兰克人作战失利，774年，在得不到公爵们的支持下，国王狄西德里乌斯战败向查理曼投降。
丕平献土得以使教宗长期有了自己的土地——教宗国。在教宗国北部，法兰克国家、后来的神圣罗马帝国的统治持续直到11、12世纪城市国家的兴起。在南方，贝内文托公国在东方帝国和西方帝国之间的夹缝中存在了一段时间；9世纪时，穆斯林征服了西西里岛，并开始在半岛定居；而第勒尼安海的沿海城市从拜占庭独立出来；各个地方势力之间征战不断，直到11世纪前期诺曼人征服南意大利。

### 英国

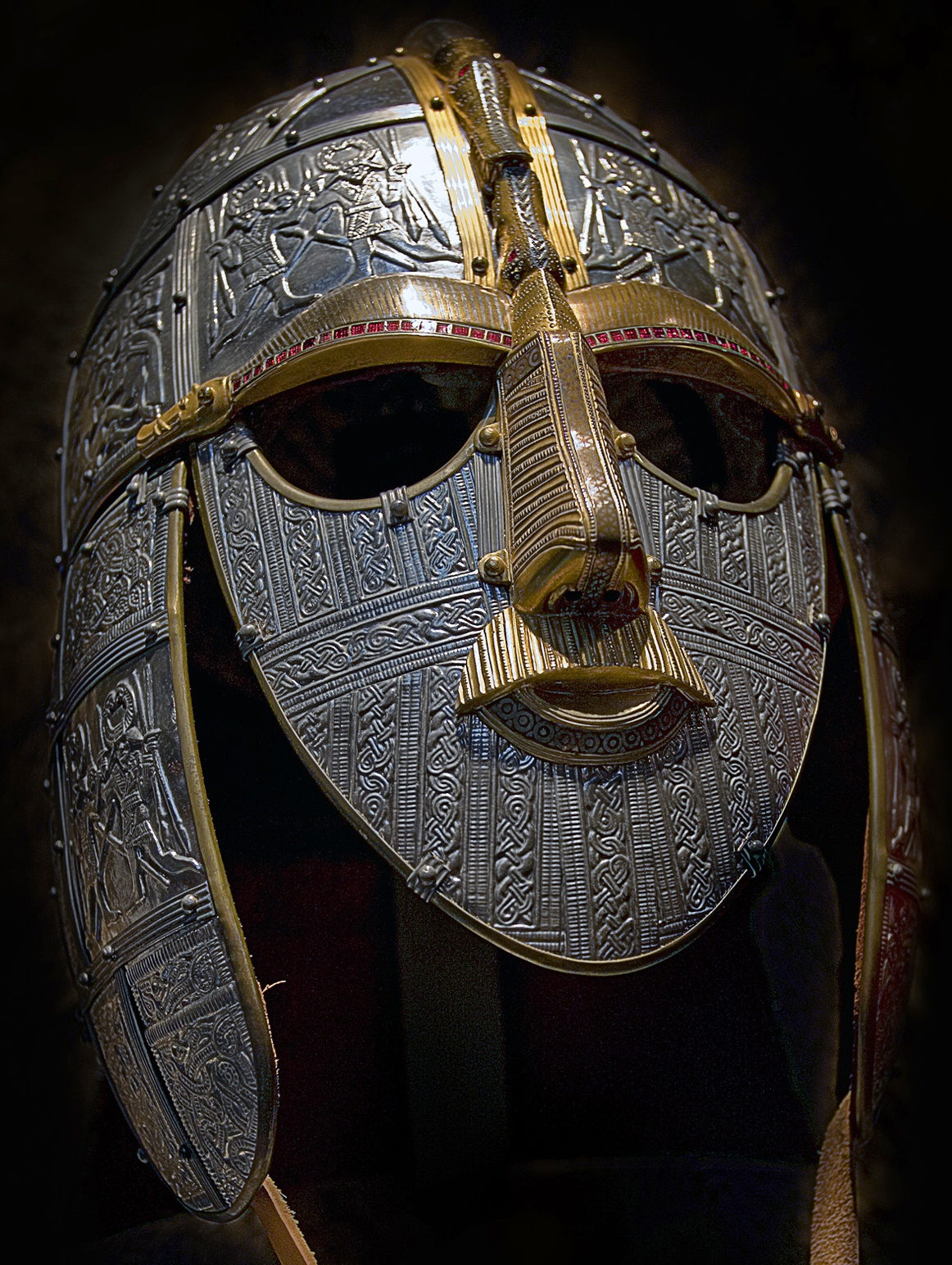
一个经复原的盎格鲁-撒克逊头盔

410年，罗马军团从不列颠撤出，盎格鲁-撒克逊人便蜂拥而入。据说起初，不列颠王伏提庚请求朱特人部落首领亨吉斯特和霍萨兄弟出兵，战胜与不列颠人敌对的皮克特人。《盎格鲁-撒克逊编年史》提到，在打败皮克特人后，“佣兵们回到昂格尔恩，呼吁更多人到不列颠去，并宣扬那里土地的富饶。”这标志着以朱特人、盎格鲁人和撒克逊人为主的日耳曼部落对中南部不列颠为时数十年的入侵的开始。然而威尔士、康沃尔半岛地区和北部不列颠人与入侵者进行了长期的反抗，保持了自己独立的语言和文化传统。世界著名的亚瑟王传奇正是描述了在这个时代背景下不列颠人的事迹。
盎格鲁-撒克逊人建立了七个实力不一的王国。韦塞克斯的阿尔弗雷德大帝（871年－899年在位）领导盎格鲁-撒克逊人对入侵的丹麦人进行了顽强的抵抗。927年，阿尔弗雷德的孙子光荣者艾塞斯坦，吞并了诺森布里亚王国，使英格兰完成统一。936年，英格兰王国与康沃尔确定了边界。
在中世纪前期，据称有50%的英格兰本土凯尔特人被杀害，这个数据似乎是合乎历史的。大多数移居到大陆的凯尔特人建立了布列塔尼国家，此后也与德文、康沃尔地区保持着密切的文化联系。

### 法兰克帝国

法兰克王国的扩张

在墨洛温王朝建立前，罗马的高卢行省已进入无政府状态。克洛维一世在托尔比亚克战斗中取得对阿勒曼尼人（496年）的巨大胜利，奠定了法兰克帝国——中世纪长期主导西方基督教世界的国家的基础。9世纪初的法兰克帝国疆域包括今天的法国、北意大利和西部德国。查理曼广纳欧洲的优秀学者，鼓励兴办教育的举措，被20世纪的史学家称为“加洛林文艺复兴”。9世纪40年代，法兰克帝国的分裂和维京人、马扎爾人两波野蛮人的入侵使西欧再次陷入窘境。

### 封建制度
9世纪，敞田制的出现使系统化农业回归西欧。一个庄园可以分为好几块土地，每块土地又以1英亩大小（4000 m2）分带。有人认为，这种划分可能是对耕牛休息之前犁地面积的规定；另一种理论认为这样的划分是基于土地继承权的。在理想状况下，每个家庭可以获得30个土带。三场轮作系统在9世纪发展起来，小麦或黑麦种植于某一块土地，另一块种植调氮作物（大麦、燕麦、豌豆或大豆），第三块土地用于休耕。相对于二场轮作，三场轮作系统需要开垦更多的土地；更重要的是，一年可能有两次丰收，降低了由单场种植歉收引起饥荒的风险，还使马匹有了盈余的燕麦作为食物。由于涉及大地产的重组和社会秩序问题，三场轮作系统直到11世纪才得以普遍推广使用。需要更强大畜力的重型轮犁于10世纪出现，促使牛队大规模使用。据泥金手抄本的记载，二轮犁带有铧式犁或金属曲犁、一个犁刀和犁骨前的一个垂直刀片。而事实证明，罗马人曾使用的无轮扁铁犁，不适用于北欧厚实的土壤。
系统化农业生产制度的回归，诞生了一个叫做“封建制度”的新概念。这个制度的特点是基于相互义务的等级制度：每个人都必须为上级领主服务，以获得后者的保护。然而，领主权是混乱的，人们对领主的效忠经常因时而异且矛盾重重。不管官僚系统多么不完善、文书记录多么匮乏，这种封建制度在一定程度上使领主掌握了领地内的公共安全和事务，甚至领地权纠纷也仅仅取决于一些口头供词。领地观念仅仅限制于个人效忠关系网。

## 维京时代（793年到1066年）

斯堪的纳维亚人在8世纪（深红色）、9世纪（红色）、10世纪（橙色）、11世纪（黄色）的殖民地，图中绿色部分为扩张区而未大规模殖民

8世纪时，丹麦、挪威和瑞典君主雏形初具，迫使许多维京冒险家去别处谋生。斯堪的纳维亚历经铁器时代（即瑞典文德时代）后，进入了维京时代（793年－1066年）。在此期间，维京人，包括斯堪的纳维亚战士和商人，探索了欧洲、西亚、北非和东北美洲。他们除了通过先进的航行技术沿着海岸、河流探索，还对许多所到之处，包括基督教区，进行了劫掠和征服活动，促进了欧洲封建体制的发展。到10世紀，维京人接受基督教后便不再劫掠修道院；而一股欧洲暖流使斯堪的纳维亚的土地更易于耕作。西元11世纪，维京人对欧洲的恐怖进犯逐渐退潮。

## 学问的传播

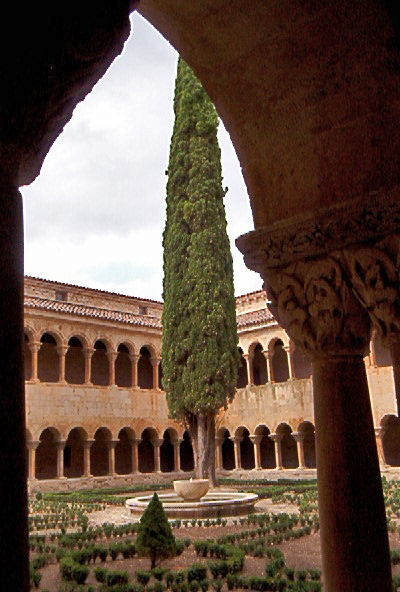
在中世纪前期，文化生活仅仅保留在了寺院里

随着西罗马帝国的终结和城市中心地位的下降，西方的文化衰落了。教育，成了教会和修道院的封存物。在8世纪的加洛林王朝，有过经典文化的复兴。相对于西方世界，东部帝国的正规教育和文化高度发展，在“黄金时代”，帝国的科学、哲学和其他领域的知识有了进一步的提高。而在更远的东方，伊斯兰教侵蚀了一些东部帝国教区。

### 经典教育
经典教育系统，涉及语法、拉丁语、希腊语、修辞学，继续存在了好几百年。学生们一遍又一遍地阅读经典作品，并通过模仿写出自己的文章。4世纪时，这项教育系统已经基督教化。在《论基督教学养》（开始于396年，完成于426年）中，圣奥古斯丁写到经典教育多么与基督教的世界观吻合。基督教是一门与经典密切相关的宗教，所以基督徒必须会认字。特土良却对经典抱有着更加质疑的态度，他的名言是「雅典与耶路撒冷何干」；但他不反对基督徒上传统的学校。柏拉图学院和其他留存的经典学校被查士丁尼一世于529年关闭，非基督教哲学被部分禁止了。从那时候起，一些教育理论必须或被强行遵循被认可的教会教义，在私自或隐蔽的环境下除外。查尔斯弗里曼认为“312年君士坦丁皈依基督教......是罗马从开放、包容和多元化的希腊化世界文明，向一种固定的威权管制变质”。

### 西欧学术的没落
逆城市化使教育范围缩小，到6世纪时教育和学术已限于寺院和教堂了，而学术中心已经转移到了圣经的内容上了。世俗教育只是分散于意大利、南部高卢和西班牙这些罗马的影响长期留存的地区。然而7世纪时，学术文明浮现于爱尔兰和其他凯尔特地区，作为外文的拉丁文和拉丁文学被热捧和普及。

#### 科学
在古代，希腊语是主要的科学界语言，先进的学术研究和教学活动也主要活跃罗马帝国的在希腊化地区一侧。后来罗马人尝试把希腊的著作翻译成拉丁文，只取得了有限的进展。当希腊学术没落的时候，西方的拉丁人发现自己的一些希腊哲学和科学根源被切断了。想要学习科学知识的操拉丁语者，一度只能读到由波伊提乌翻译的、尼可马科斯著的一两本概述手册。630年，圣依西多禄著有拉丁文的百科全书。在中世纪前期，私人的图书馆继续存在着，而寺院也保留了各种各样的书籍。

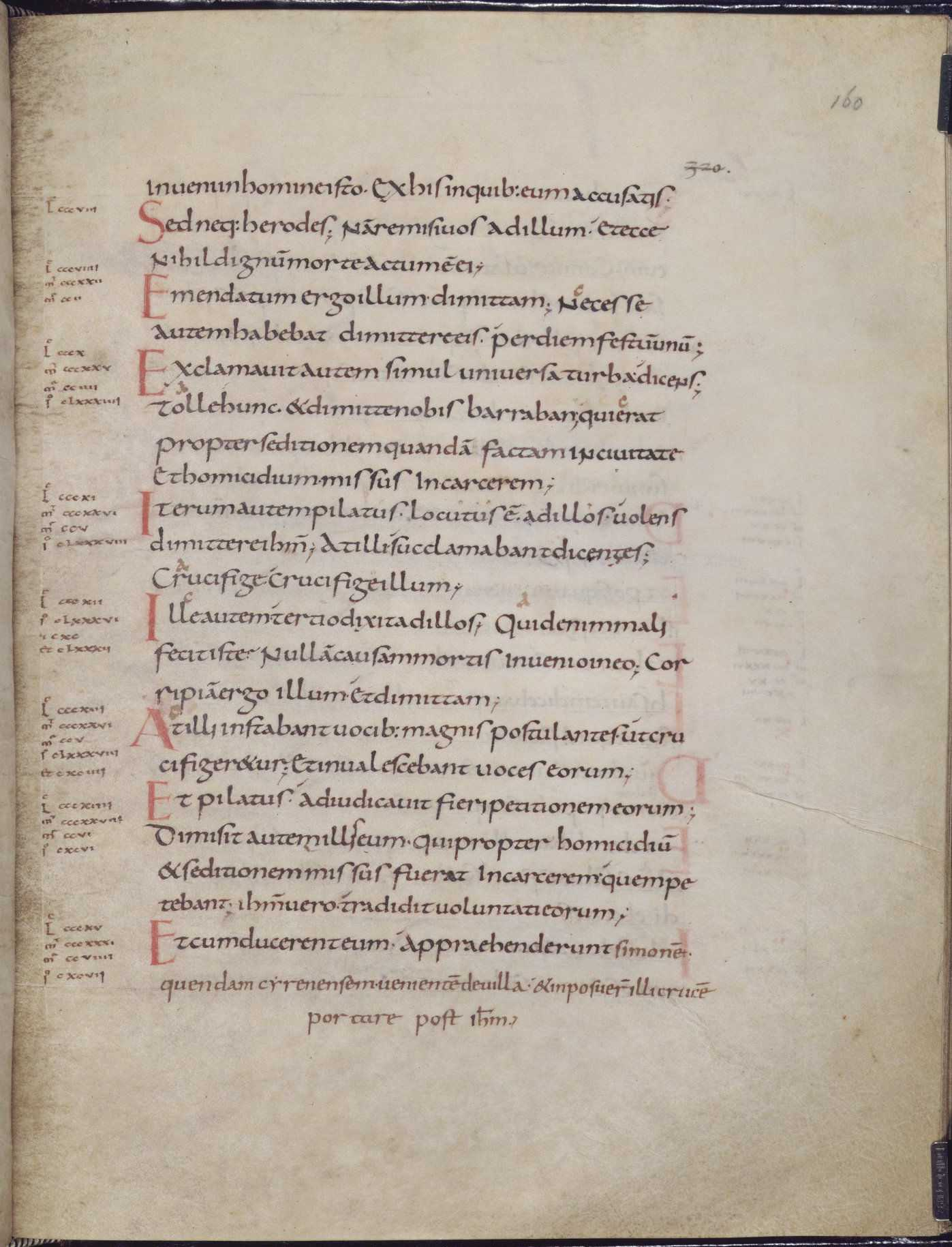
卡洛林小写体

在早期的几个世纪，我们所知道的大多数领先学者都是圣职人员，而这个群体对自然科学还是有一些兴趣的。对自然科学的研究，只是为了解决实际问题而非为了抽象的探索。例如，这个时期的医学和关于药物的文献，只是出于对医治病者需求；对星象的观测，只是出于对为僧侣们确定合适的祷告时间的需求；基本数学教育和对日月运动规律的探寻，只是为了计算复活节的时间。现代读者们也许会感到困窘：当时的同一篇文献既讨论了自然现象的科学规律，又提及它的不科学的象征意义。

#### 卡洛林文艺复兴
800年左右，作为卡洛林文艺复兴的一部分，古代典籍迎来新生。查理曼实施了教育改革。英国僧侣——约克的阿尔昆制定了学术发展计划，旨在拯救古典文化，并以这七项人文学科为基础：「三艺」（又称文学教育，包括语法、逻辑学和修辞学），「四科」（算术、几何、音乐和天文）。从787年起，在频繁下达的法令下，整个帝国兴起了恢复旧学校和新办教学点的风潮。基于这种制度，新学校都是由僧院（修道院学校）、教堂或宫廷承办。当然，这种新气象的意义在几个世纪后才能深切的感受到。辩证法教育（一门相当于今天的逻辑学的学科）对推理性研究方法起了作用，由此推动了后来的经院哲学的发展。到12、13世纪，很多在查理大帝主导下兴办的学校，尤其是教堂学校，成了中世纪大学。

### 拜占庭和伊斯兰学术

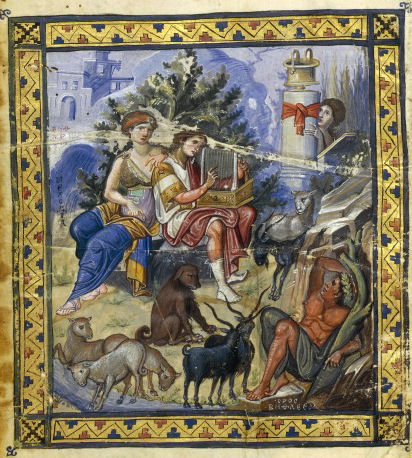
帕里斯诗集的插图：10世纪拜占庭文化复苏的佐证

《民法大全》是拜占庭帝国的智慧结晶，是在查士丁尼皇帝（528年－565年）主导下的罗马法汇编。学说汇纂是这部巨作里的一部分，是对罗马法原则的抽象，并适用于任何案例。拜占庭识字率和文化水平是高于西方拉丁世界的；基础教育广泛普及，甚至深入乡村。中等学校还教授伊利亚特等古希腊、古罗马著作。至于高等教育，在雅典的柏拉图学院由于被指为异端而在526年关闭，而在亚历山大城的仍然存在，直到被阿拉伯人征服（640年）。起初由狄奥多西二世兴建的君士坦丁堡大学（425年），也在同一时期关闭，而米海尔三世进行重建（849年）。在中世纪最初的几个世纪里，拜占庭的大学教育重在修辞，亚里士多德的逻辑学仅仅被简略的提及。到马其顿王朝时（867年－1025年），古典学术在处于黄金时代的拜占庭得到复兴。虽然原创性研究较少，但这时其产生大量的希腊词典、诗文、百科全书以及评注。作为希腊罗马文化的传承者，拜占庭人尊崇他们的古典传统，传承艺术，赞美知识。然而，尽管那种情形很感人，甚至有时令人敬畏，但拜占庭文化的创造性，还是因为对古老传统的过分投入而受到限制。其新發明除了希臘火等軍事用途之外陳乏善可。
11世纪，伊斯兰的科学知识开始传入西欧。在西欧已经轶失多年的欧几里得和阿基米德作品，在西班牙由阿拉伯文翻译成拉丁文。现代阿拉伯数字包括印度的零符号，是由印度数学家在5世纪到6世纪建立起来，并在7世纪传到穆斯林数学家中；9到10世纪，阿拉伯数学家增加小数点符号。约1000年，欧利亚克的盖尔贝特（教宗思维二世），制作一个带筹码的算盘，打上印度－阿拉伯数字的烙印。花剌子密一篇关于如何执行数学运算的论述，于12世纪的西班牙被译成拉丁文。

## 西方的基督教化
这个时代的基督徒们，从早期基督教那里继承了教会传统，包括主要信条、圣经正典和丰富的基督教哲学传统。
313年，君士坦丁发布《米兰诏令》，标志着帝国对基督教迫害的全面结束，基督教在罗马得到合法承认。帝國所在之地，即是基督教所能影響的範圍：地中海的東、西二岸；包括巴勒斯坦、敍利亞、小亞細亞、波斯、馬其頓、希臘、義大利、西西里、高盧、埃及、北非、比利時、荷蘭、不列顛等地。整個帝國的疆界南邊以撒哈拉沙漠為界，西邊是大西洋，北邊是萊茵河與多瑙河，東邊是幼發拉底河。
最后百年西羅馬帝國充滿痛苦混亂；這期間的；哥特族大肆破壞，宗教人士及婦女都被殘暴對待，教堂及祭壇都遭毁損。410年西哥特人攻入羅馬城，首善之都竟遭蠻族蹂躪。當時的人都大受震撼；耶柔米震驚地寫下「誰能相信立在得勝基石上的羅馬城竟會毁滅，而她這個國度之母，竟成墳墓？」奧古斯丁在震驚中，完成他偉大的著作「上帝之城」，向異教徒發出控訴。繼哥特族之後，汪達爾人在455年也越過地中海掠奪羅馬城，教宗良一世出面求情，得以免於浩刧。蠻族收服了羅馬帝國的西部各省，包括義大利、西班牙、北非、荷蘭、高盧、不列顛等地。西羅馬帝國亡於476年，然而教會仍得保全，許多蠻族接受了基督教；東哥特德族、西哥特德族、汪達爾族、倫巴特族、法蘭克族，都加入基督教。法蘭克王克洛維（約466－511年），因受其妻的感召，也歸入基督教。進入第六世紀之時，基督教有許多標準化的產生：教階式的主教制、聖職人員與平信徒的區分、聖禮、關鍵性的神學辯論大多已有結論、偉大教父提出信仰的教義與實踐的權威詮釋。6世纪、7世纪由希伯诺-苏格兰传教团领导着传教的使命，到9世纪则被盎格鲁-撒克逊取代，像阿尔昆这样的盎格鲁-撒克逊人在加洛林王宫扮演了重要的角色。到1000年，连冰岛人都已经成为基督徒，只剩下更偏远的欧洲地区（斯堪的纳维亚、波罗的海和芬兰-乌戈尔地区），等待中期中世纪的基督教化。
天主教会，作为罗马帝国衰落后完整存在的集权机构，成为唯一一个影响和统一全西欧文化者。它有选择的保存了一些拉丁学术，保持了书写艺术，并通过指定教区主教，造就了一个个主教网络、发挥了中央机构的作用。6、7世纪，西欧和东欧出现的最大区别，可能就是西欧教会的独立性。在西欧，教会和国家往往携手共事，但宗教和世俗政治却从未融合到像在君士坦丁堡的程度；实际上也可以说，从未达到大多数古代文明的程度。神职人员和修士、修女成为文化方面的领导者，而中世纪早期的国王和贵族们则成为政治方面的领导者；当中世纪公社崛起的时候，也就标志着中世纪中期的到来。
中世纪前期，东西方基督教的鸿沟在扩大，为11世纪的东西教会大分裂铺平了道路。在西方，罗马主教的权力在扩张。教宗額我略一世为他的职务增加了世俗权力，将传教的触角伸展到了不列颠群岛，并为修道院权力的膨胀奠定了基础。607年，教宗波尼法爵三世成为首位使用教宗头衔的罗马主教。凯尔特基督教，在英伦三岛还形成了一个独立的宗教传统。

## 中世纪中期的前夜

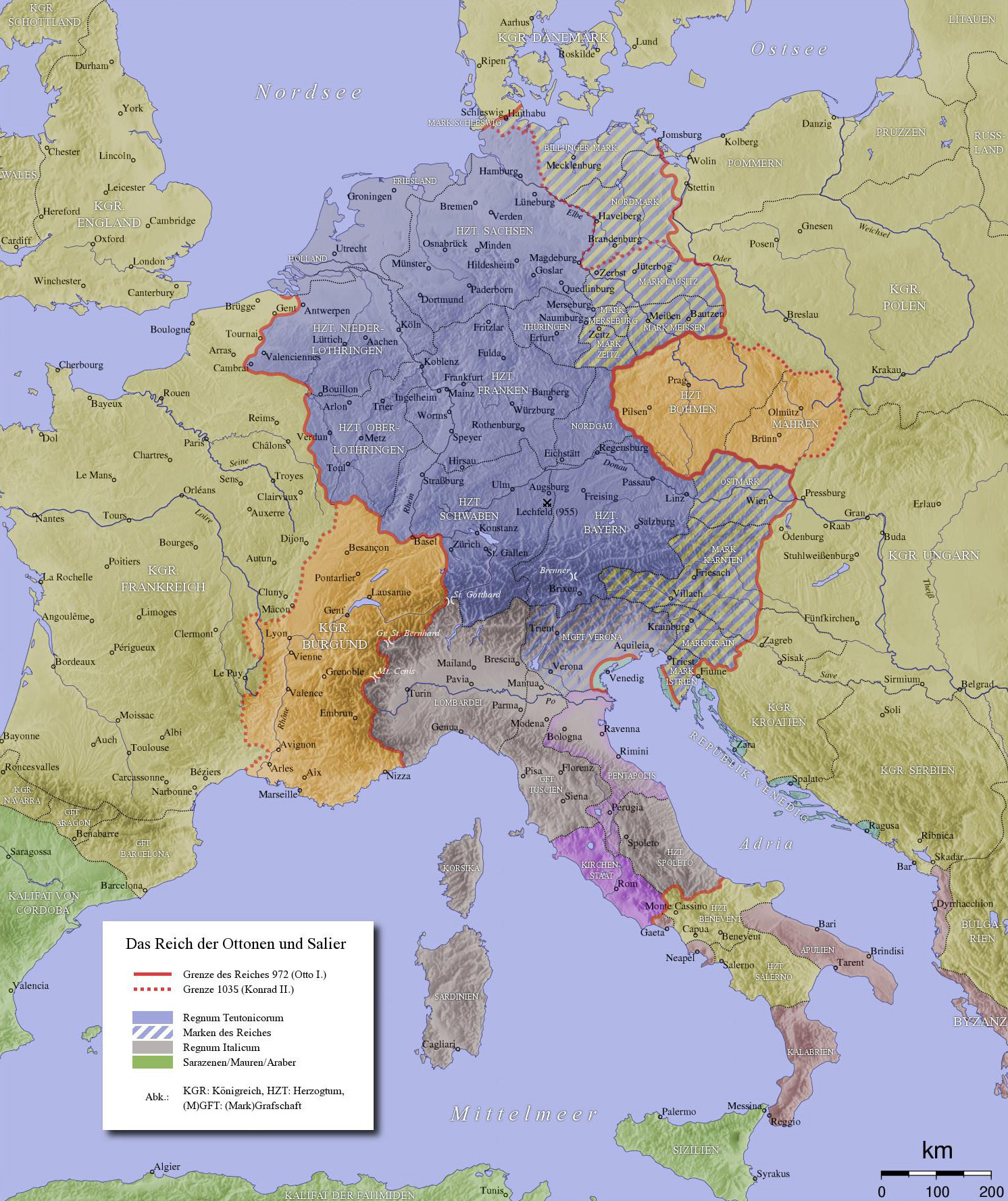
奥托一世时期的神圣罗马帝国版图，包括现代德国、北意大利、奥地利和尼德兰

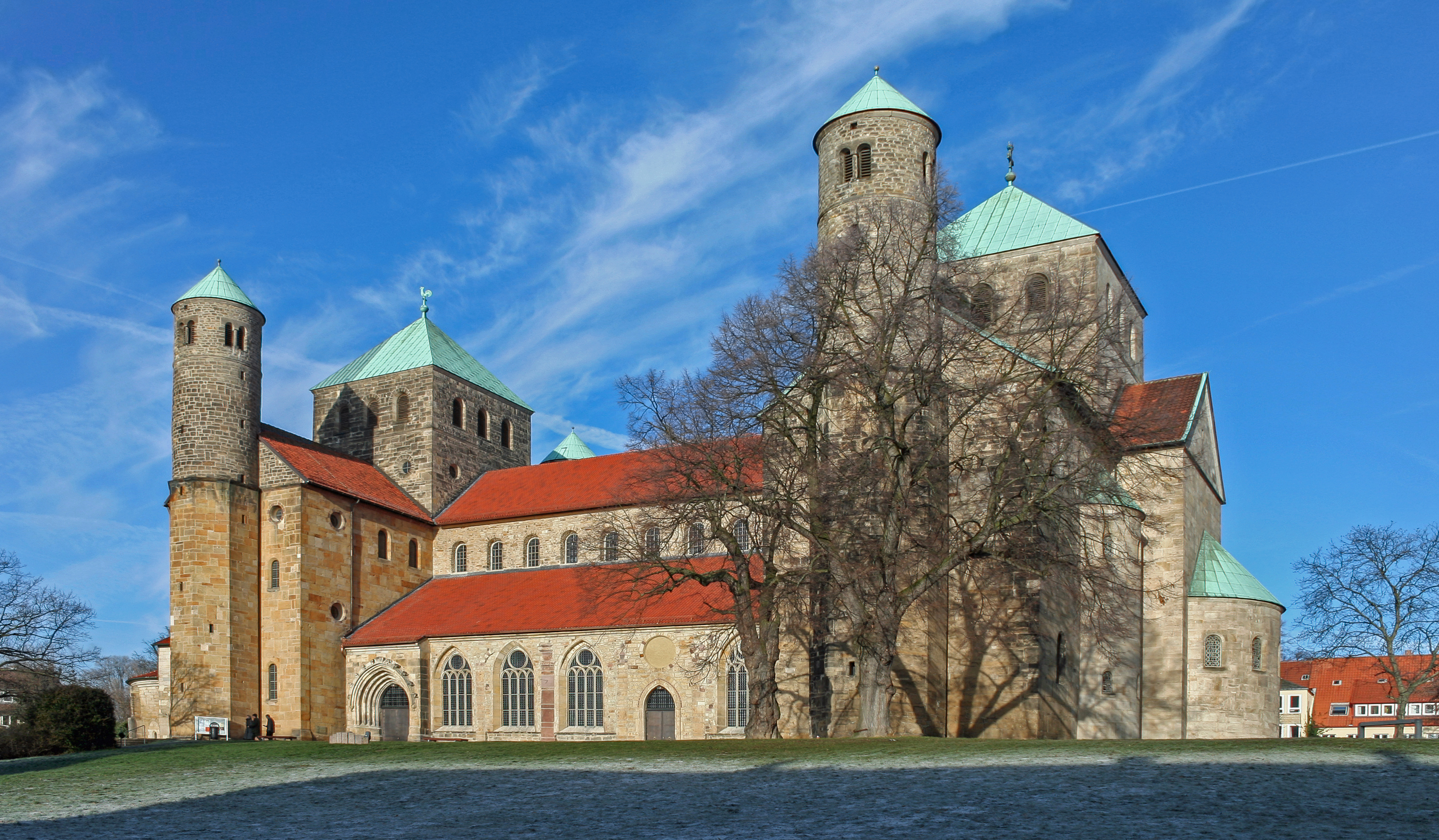
奥托王朝建筑：希爾德斯海姆的圣米迦勒教堂，11世纪10年代

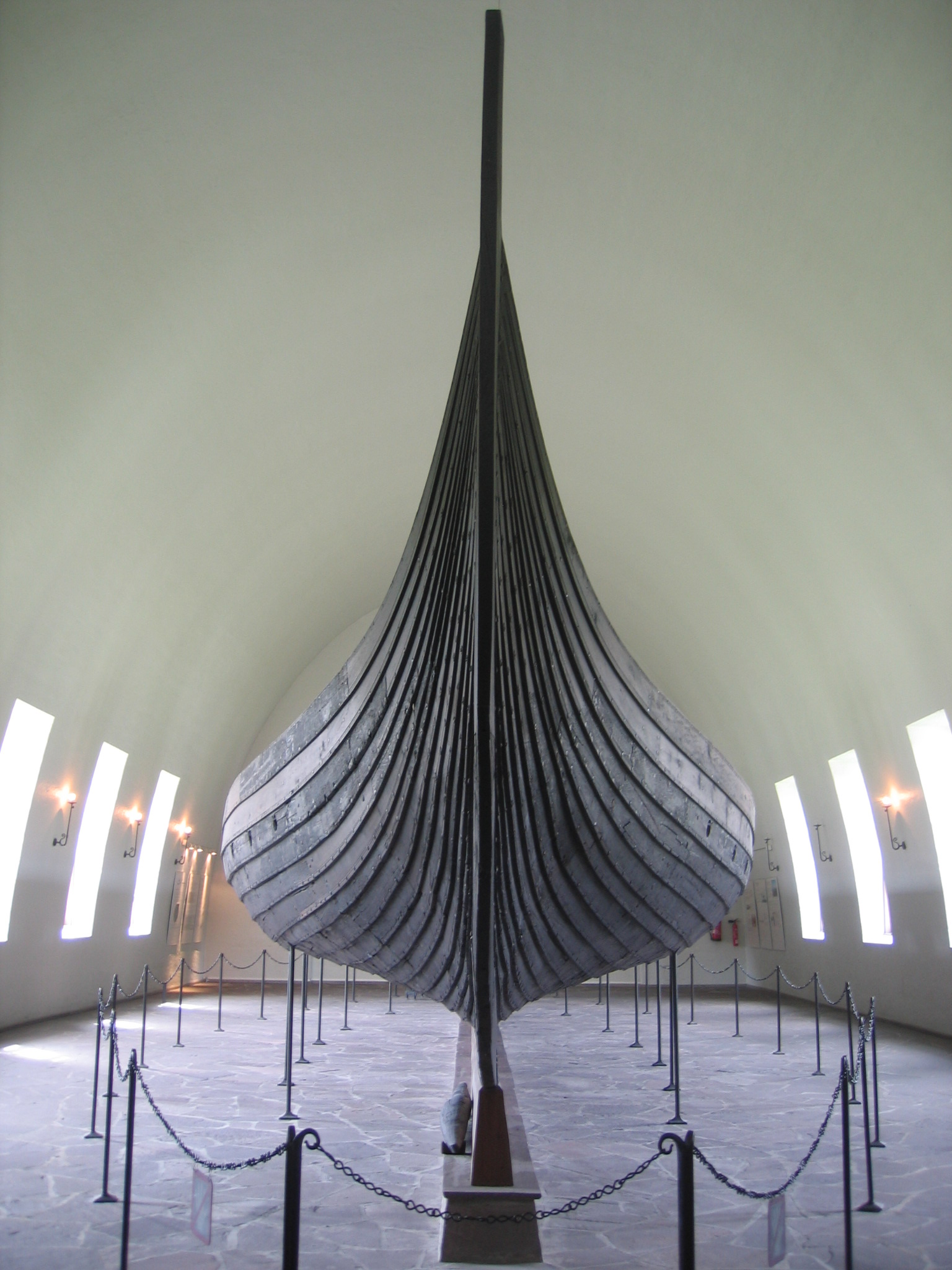
一只于1882年被发掘的9世纪维京长船

### 分裂、侵略和新的政治格局（800年－1000年）
查理曼的帝国虽然伟大，但从来就没达到能和拜占庭和伊斯兰帝国一较高下的地步。800年至1000年间，查理曼的帝国分裂了，而它的邻居们仍然繁荣富强。对拜占庭帝國来说，这几个世纪是荣耀的世纪，将勢力和影响力扩展到俄罗斯等多數今日東正教國家。对巴格达方面来说，阿拔斯王朝统治着地域广阔的帝国，其宫殿金碧辉煌，学术和艺术令人惊叹；10世纪时阿拔斯王朝虽然分裂成几个哈里发政权且國力開始江河日下，但这些独立的国家以西方的标准衡量还是治理得相当好的。
年迈的查理曼在814年去世时，帝国的内在弊端已经显露无遗。843年，查理曼帝国已被几个争夺帝位的继承者瓜分，到887年，帝国永久分裂（西法兰克王国、东法兰克王国和北部意大利）。新的威胁接踵而至，外来入侵导致帝国岌岌可危：马扎儿人从东部，穆斯林从南边，维京人从北面不断侵袭。一个新的政治格局形成了：英格兰成为统一的国家；西法兰克王位在被篡夺、法兰西王国诞生，但自治的公国和伯爵遍布；而东法兰克则成了神圣罗马帝国。

### 1000年的欧洲

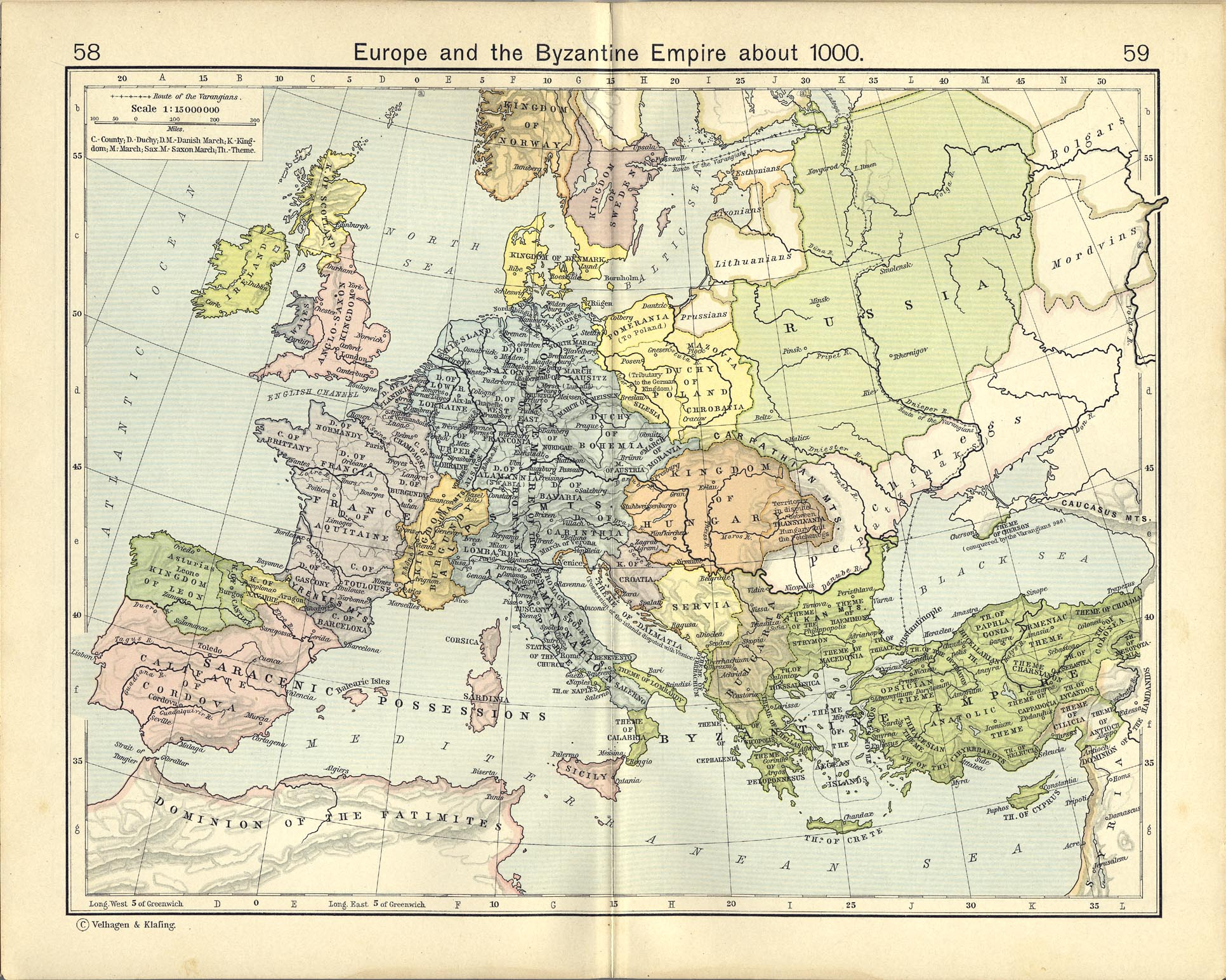
1000年时的欧洲版图

世界末日将在1000年结束时到来的传言，只是出于少数法国僧侣的担忧，实际上当时公元纪年鲜为人知，很多中世纪的人只是安静的度过了这一年。后世的史学家把1000年左右作为「中世纪中期」（Central Middle Ages），或者叫「中世纪盛期」（High Middle Ages）的开端。
相对于拥有广大旅行贸易网络的伊斯兰世界，以及拥有世界上最稠密人口的宋帝国，欧洲可谓蛮荒至极。拜占庭的君士坦丁堡是一座人口多达30万的大都市；从西班牙的科尔多瓦（当时欧洲人口最多的城市，有45万居民）到中亚，伊斯兰教国家里城市遍布。然而，罗马和巴黎分别仅有3.5万和2万人。
基督教化迅速推进，制止了蛮族们长期侵扰、劫掠文明国家。斯堪的纳维亚人接受了基督教化，挪威、瑞典、丹麦纷纷建立起了王国。刚刚皈依东正教的基辅罗斯人，开创了当时欧洲最大的国家。大约也在1000年，冰岛人和匈牙利人进行了历史性的洗礼。而教宗被控制在自称为“世界的皇帝”的德国皇帝奥托三世手中。但不久后的教会改革，使教廷的独立性和威望得到提升：克吕尼运动使该派宗教势力大增；对教令集的整理产生了伟大的教会法。在欧洲贵族中，更正规的婚姻习俗形成了。在以砌体建筑闻名的北意大利，石砌结构正在取代木质结构建筑。在广阔的大陆上，浓密的森林被逐渐开发。被忽视了几个世纪的伦敦，再次成为英格兰的经济中心。1000年左右，在布鲁日和根特的城墙后面，正规的贸易集市出现了，经济生活似乎又回到了西欧。在文化方面，中世纪公社崛起，城市生活的逐渐回归，富有阶层的出现，中世纪大学的诞生，罗马法的重新运用，世俗文学的发展等，都是1000年后的新迹象，标志着中世纪早期的黑暗得以结束。简而言之，欧洲已处于爆发性发展的临界点。

## 扩展阅读
- 让·瑟利耶、安德烈·瑟利耶（法）. . 中国人民大学出版社.
- 让·瑟利耶、安德烈·瑟利耶（法）. . 中国人民大学出版社.
- 福西耶（法）. . 山东画报出版社.
- 陈志强. . 北京: 商务印书馆.
- 詹姆斯·W·汤普逊（美）. . 商务印书馆.
- 吉本·爱德华（英）. . 商务印书馆.

## 外部連結
- Age of spirituality: late antique and early Christian art, third to seventh century from The Metropolitan Museum of Art